# Elexious Thompson Bell
Elexious Thompson Bell (auch Tomi Bell oder Tommy Bell; * 30. August 1880 in Hatch; † 16. September 1963) war ein US-amerikanischer Pathologe. Er war Leiter der Abteilung für Pathologie der Universität von Minnesota.

## Leben
Bell wurde am 30. August 1880 in Hatch, Missouri, als Sohn eines Landarztes geboren. Er beendete die Monroe City High School in Missouri als Klassenbester und begann sein Studium an der Universität von Missouri, wo er im Jahr 1901 einen B.S.  und 1903 einen M.S. Abschluss erhielt und in die Ehrengesellschaft Phi Beta Kappa aufgenommen wurde. Er begann dort seine wissenschaftliche Karriere und arbeitete als Dozent und Assistenzprofessor für Anatomie bis 1910. 
Er starb am 16. September 1963 in Krankenhaus an den Folgen eines Autounfalles.

## Wirken
Bell wechselte 1910 zur Abteilung für Anatomie an der Universität von Minnesota. Er wurde 1912 zum Assistenzprofessor für Pathologie und 1920 zum Leiter der Abteilung für Pathologie, in dieser Funktion war er neunundzwanzig Jahre tätig. Offiziell ging er 1949 in den Ruhestand, setzte aber seine Forschung und Lehre bis zu seinem Tod fort.
Seine erste Arbeit Die Entwicklung der Thymusdrüse wurde 1905 veröffentlicht. In dieser Arbeit lieferte Bell eine klare Darstellung der Umwandlung der epithelialen Bestandteile des Thymus in ein zelluläres Retikulum, das sich direkt in Zellen des Lymphoblastentyps differenziert.
Bekannt war er für seine Lehrbücher über Pathologie, die acht Auflagen durchliefen. Er trug mehrere Monografien über Diabetes mellitus und Nierenerkrankungen bei und publizierte mehr als 100 wissenschaftliche Arbeiten.

## Veröffentlichungen (Auswahl)
- Ein Lehrbuch der Pathologie. 7. erweiterte und gründlich überarbeitete Auflage. Lea & Febiger, Philadelphia, USA 1952 (englisch, Originaltitel: A text-book of pathology.).[3]

## Ehrungen
- 1956: Distinguished Service Award des Minnesota Sigma Xi Chapter
- 1959: Ehrendoktortitel in Naturwissenschaften von der Universität von Missouri
- 1961: Banting-Medaille, von der American Diabetes Association[2]